# Hypothèse des marchés financiers efficients
L’hypothèse des marchés financiers efficients est une hypothèse utilisée en économie selon laquelle les marchés financiers sont efficients, c'est-à-dire que les prix des actifs reflètent toute l'information disponible au sujet du prix. Si les marchés sont efficients, alors il est impossible de faire mieux que le marché.

## Définition
Les marchés financiers ont fait l'objet d'études académiques visant à déterminer leur caractère efficient ou non. Un marché efficient est, théoriquement, un marché sur lequel le prix de chaque actif reflète toute l'information disponible sur cet actif ; il n'y a ainsi jamais d'erreurs dans les valorisations. Les actifs ne sont jamais sous-évalués ni surévalués. Dans une telle situation, le prix d'un actif est toujours égal à sa valeur théorique. L'implication directe de cette théorie est que, si elle est vérifiée, alors il est impossible pour les fonds d'investissement de réaliser des profits sur la base de sous-évaluations ou surévaluations d'actifs. Cette hypothèse sert ainsi parfois d'argument pour défendre les stratégies passives d'investissement puisqu'il est alors impossible de réaliser des profits anormaux (en tenant compte du risque couru).
La stratégie conseillée dans le cadre de l'hypothèse d'efficience consiste à investir une part de son portefeuille dans l'actif sans risque et l'autre part dans l'actif de marché suivant son profil de risque. Toute autre stratégie devient destructive de valeur comparée à la stratégie dite acheter et conserver (l'investisseur conserve ses titres sur le long terme sans chercher à faire des allers et retours sur le marché).
De plus, sur un marché efficient, les stratégies actives ne permettent pas de « battre le marché ». Toute prévision sous forme d'utilisation de données passées ne peut obtenir une performance supérieure à celle d'un portefeuille bien diversifié de même risque. La famille de méthodes de prévision la plus célèbre est l'analyse technique. Selon J. Senanedsch, l'hypothèse d'efficience des marchés est contraire à l'utilisation profitable de l'analyse technique. Celle-ci constitue à ce titre un test d'efficience de forme faible très performant.
Selon E. Peters, plus il y a de bruits sur le marché, moins il est efficient. Le marché peut donc être dirigé par des sous-systèmes complexes qui réagissent en interdépendance. Le hasard peut n'être qu'apparent et le marché peut avoir une mémoire. Les personnes informées peuvent battre le marché pendant les périodes de chaos.

## Historique
L'idée de variations des prix suivant une marche aléatoire apparaît au milieu du XIXe siècle. En 1863, Jules Regnault publie son livre intitulé Calcul des chances et philosophie de la bourse. Il défend l'idée que les prix fluctuent aléatoirement à court terme autour d'une valeur du titre de long terme évalués par les spéculateurs. Jules Regnault différencie ces derniers de ceux qu'ils appelle les joueurs qui "qui spéculent sur les écarts, et dont les opérations financières ne participent pas au développement économique, sont inévitablement ruinés parce qu’ils enfreignent les règles morales dictées par les lois de la nature". Il valide empiriquement son modèle en étudiant les fluctuations des cours de la bourse de Paris. Ses idées seront formalisées mathématiquement ensuite par Louis Bachelier en 1900. Indépendamment des travaux de Bachelier, l'idée de marche aléatoire connut un regain d'intérêt aux États-Unis après la crise de 1929. En 1933, Alfred Cowles publia une étude où ils montrent que les portefeuilles qu'il a reconstitué à partir de prévisions d'experts faisaient moins bien que la performance moyenne du marché. L'idée est aussi accréditée par Holbrook Working pour les marchés de matières premières en 1934.  
Cette hypothèse, fut ensuite développée dans les années 1950 à 60 à l'occasion de l'application de mathématiques probabilistes (stochastique) à la finance, sous l'impulsion de Cootner et surtout d'Eugene Fama qui la formalisa et lui donna son nom. L'expression même est utilisée par Fama dans un article publié en 1970 et intitulé Efficient Capital Markets : a Review of Theory and Empirical Works. Elle fut le support d'une importante avancée de la modélisation financière, ayant entraîné à son tour le développement rapide de nouveaux outils de finance de marché.
Fama fait ainsi remonter ce qu'il appelle la « théorie », ou l'« hypothèse des marchés financiers efficients » à Louis Bachelier (1900). La formulation floue qu'il donne à cette « théorie » (« un marché dans lequel les prix 'reflètent pleinement' et toujours l’information disponible est appelé efficient ») a eu pour conséquence d'avoir donné lieu à (au moins) deux interprétations très différentes : d'une part, un marché serait « efficient » si le prix des titres suit une marche aléatoire, rendant son évolution imprévisible ; d'autre part, un marché serait « efficient » si le prix des titres y correspond à leur valeur fondamentale ou intrinsèque, permettant ainsi une affectation optimale des ressources.
La première interprétation - résumée par la formule « on ne peut battre les marchés » - n'est pas sujet à controverse. En revanche, la deuxième, très ambitieuse, l'est davantage - ne serait-ce que parce que l'idée même de « valeur fondamentale » est sujette à caution. L'existence de ces deux interprétations possibles de la théorie des marchés efficients explique peut-être pourquoi le comité chargé d'attribuer le prix de la banque de Suède en sciences économiques en mémoire d'Alfred Nobel n’a pas fait part de ses motivations dans le cas de Fama, d'évoquer cette « théorie », qui l'a pourtant rendu célèbre. Les limites de cette théorie ont notamment été mises en évidence par Robert Shiller.

## Enjeux
Selon R. Brealey, M. Myers et F. Allen, l'hypothèse d'efficience implique sur la gestion financière que :
- il ne faut pas compter sur la mémoire des marchés ;
- il faut se fier au prix de marché ;
- il faut toujours chercher à décoder le cours d'un titre sur le plan économique ;
- il faut ignorer l'illusion financière et ne s'intéresser qu'aux flux de trésorerie ;
- il est préférable d'arbitrer soi-même son portefeuille ;
- les titres sont substituables pour un même niveau de risque.

## Débats et critiques

### Efficience de marché et finance comportementale
Cette théorie est écornée par les recherches en finance comportementale qui ont montré que des erreurs cognitives, émotionnelles et d'imitations collectives faussent la formation des prix. Il est ainsi de plus en plus admis de mentionner un certain degré d'efficience pour les marchés (faible, semi-fort et fort). Ainsi, la constatation de l'occurrence à certains moments de krachs et de bulles découle de cette analyse par la finance comportementale. Selon Eugene Fama, qui a ré-examiné l'impact des anomalies des marchés des actions sur l'efficience des marchés en 1998, l'hypothèse d'efficience des marchés résiste aux anomalies des taux à long terme mis en avant par la littérature.

### Bulle rationnelle
L'hypothèse d'efficience de Fama est en contradiction avec la théorie des bulles rationnelles, formulée par Olivier Blanchard et Mark W. Watson en 1982. Selon cette théorie, ce ne sont pas les comportements rationnels qui dominent sur les marchés, mais des réactions mimétiques ; les prix ne signalent pas tant la valeur fondamentale des actifs que la perception que les acteurs ont de la perception des autres acteurs.

### Vérification empirique
En 1981, Robert Shiller a mis en lumière les limites de la « théorie des marchés efficients » par un article dans la Revue d'économie américaine, intitulé « La volatilité du prix des actions peut-elle être justifiée par des changements majeurs au niveau des dividendes ? »  Ainsi, il fait remarquer que les investisseurs, dans un marché d'actions rationnel, estimeraient leur prix à l'aide des futurs dividendes espérés, en appliquant une décote par rapport aux valeurs actuelles. Afin d'éprouver cette hypothèse, il a examiné la performance du marché boursier depuis les années 1920 en corrélant des indicateurs classiques tels que le price-earning ratio et le taux d'intérêt. Il a estimé les dividendes futurs et les pourcentages de décote. Shiller a conclu que la volatilité du marché boursier était trop grande pour s'expliquer de manière plausible par une vision rationnelle du futur. Ces travaux ont été récompensés par le prix Nobel d'économie en 2013, la même année que Fama.